# Кузин, Николай Павлович
Николай Павлович Кузин (11 мая 1907 или 28 апреля [11 мая] 1907, Быково, Быково — 17 февраля 1981, Москва) — советский хозяйственный, государственный и политический деятель, действительный член АПН СССР (1967). Член КПСС.

## Биография
Родился в 1907 году на станции Быково. 
С 1924 года — на хозяйственной, общественной и политической работе.
Пионервожатый, студент педагогического факультета 2-го МГУ, учитель истории и завуч 1-й опытной станции Наркомпроса (ныне школы им. С. Т. Шацкого в Обнинске).
Участник Великой Отечественной войны. 
Преподаватель истории в МГПИИЯ им. М. Тореза. Один из учредителей, главный учёный секретарь, заведующий отделом истории НИИ ОП АПН СССР.
Умер в Москве в 1981 году.

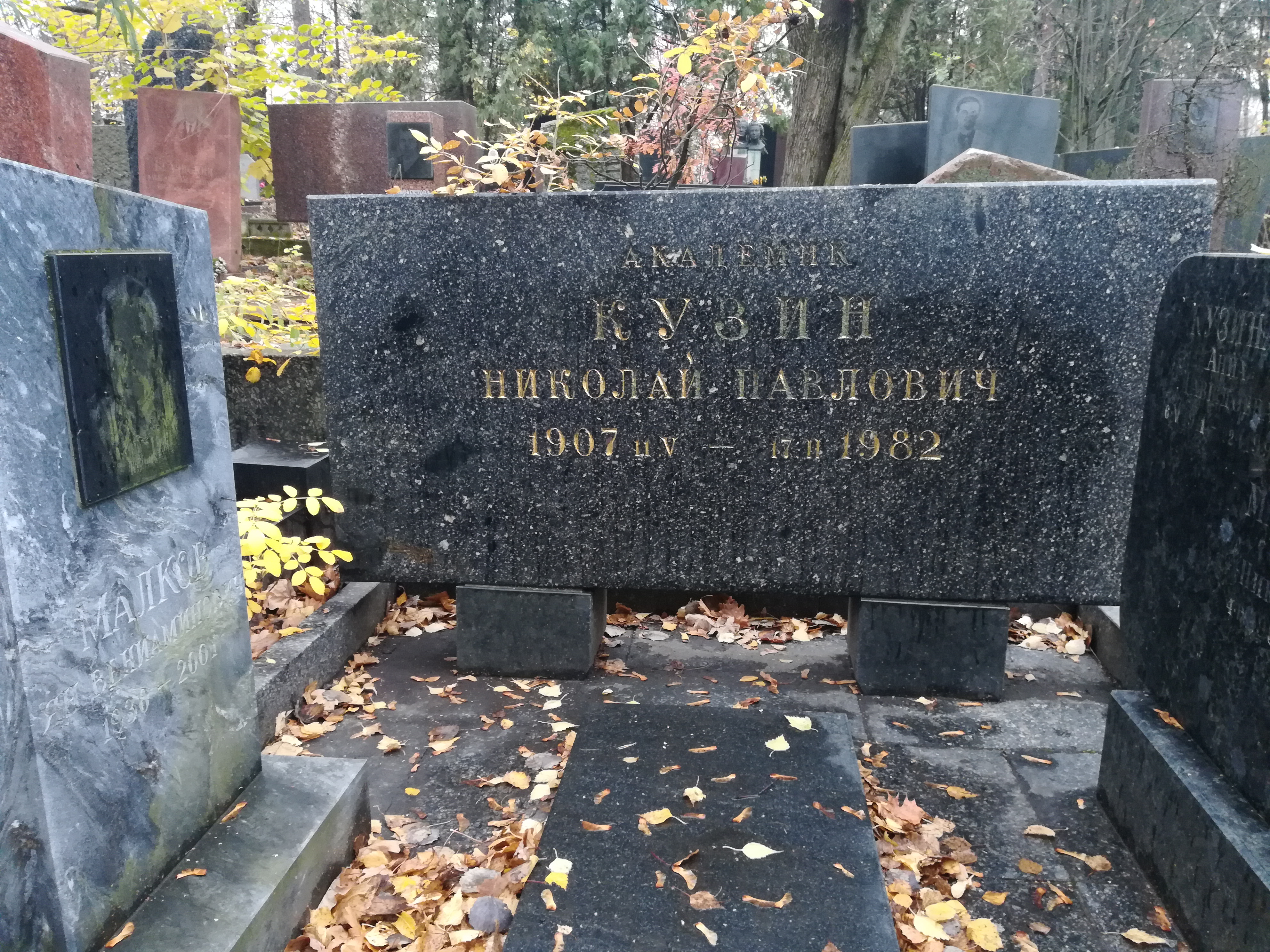
Могила Кузина. 2020

Похоронен на Кунцевском кладбище (10 уч.)